# Ariadna snellemanni
Ariadna snellemanni là một loài nhện trong họ Segestriidae.
Loài này thuộc chi Ariadna. Ariadna snellemanni được Johan Coenraad van Hasselt miêu tả năm 1882.